# Santiago 4
El Santiago 4 es el cuarto capítulo de la Epístola de Santiago del Nuevo Testamento de la Biblia cristiana. El autor se identifica como "Santiago, un sirviente de Dios y del Señor Jesucristo". La epístola ha sido tradicionalmente atribuida a Santiago el Justo, escrita en Jerusalén entre 48 d. C. y 61 d. C.. En contra de esta tesis algunos especialistas argumentan que se trata de un escrito seudoepigráfico, posterior al año 61. Este cuarto capítulo continúa en la línea de declaración de la libertad y humildad del capítulo 3, haciendo seguidamente un aviso hacia la riqueza.

## Texto
El texto original se escribió en griego de Koiné. Este capítulo está dividido en 17 versos.

### Atestiguaciones textuales
Algunos manuscritos tempranos que contienen el texto de este capítulo en griego son:
- Papiro 100 (siglo III tardío; versos extendidos 1-4; 9-17)[7]
- Códice Vaticanus (325-350)[7]
- Códice Sinaiticus (330-360)[7]
- Códice Alexandrinus (400-440)
- Códice Ephraemi Rescriptus (c. 450; extend: verso 1)
- Papiro 74 (siglo VII; completo)

Un manuscrito antiguo que contiene este capítulo en copto es el Papiro 6 (c. 350 d. C.; todos los versos).

### Pasiones como causa de las guerras. Versículos 1–3
1-¿De dónde proceden las guerras y las peleas entre vosotros? ¿Acaso no provienen de vuestras pasiones, que luchan en vuestros miembros?

#### Comentarios a los versículos 1-3
En contraste con lo que acaba de exponer en el capítulo anterior, Santiago se refiere a las discordias y altercados entre cristianos que dificultan y perturban la convivencia. Enumera las causas principales: codicia y envidia (vv. 1-3); amor desordenado a las cosas del mundo, orgullo y soberbia (vv. 4-10); y, como resultado, la murmuración y la maledicencia.
- "Guerras y luchas": o 'conflictos y disputas' no sólo surgen en circunstancias sociales, sino que también pueden ser 'remontados a la guerra dentro de seres humanos'.[11]

### Gracia al humilde. Versículos 4–6

#### Versículos 4-6
4-¡Adúlteros! ¿No sabéis que la amistad con el mundo es enemistad con Dios? Por tanto, el que desee ser amigo de este mundo, se hace enemigo de Dios. 
5-¿O pensáis que la Escritura dice en vano: «Celosamente nos ama el Espíritu que habita en nosotros»? 
6-Pero mayor es la gracia que da; por eso dice: Dios resiste a los soberbios, y a los humildes da la gracia. 

#### Comentario a los versículos 4-6
El versículo 5 no aparece literalmente en la Biblia. Es posible que Santiago no se refiera a un pasaje concreto sino a la idea de Dios como amante celoso, repetida con frecuencia. La del versículo 6 corresponde a Proverbios 3,34, según la versión griega de Septuaginta o «biblia de los setenta» y viene a ser como un resumen de todo el pasaje.
Agustín de Hipona comenta que 

...casi no hay página alguna en los libros sagrados en la cual no resuene que Dios resiste a los soberbios y a los humildes da la gracia. 

### Humilde antes de Dios. Versículos 7–10

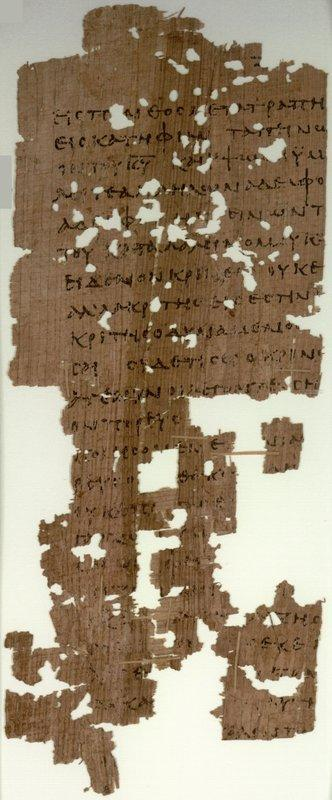
Santiago 4:9-5:1 en el verso del Papiro 100.

7-Por eso, estad sujetos a Dios. Resistid al diablo, y él huirá de vosotros. 
8-Acercaos a Dios, y Él se acercará a vosotros. Limpiad vuestras manos, pecadores, y purificad vuestros corazones, hombres vacilantes. 
9-Reconoced vuestra miseria, afligíos y llorad. Que vuestra risa se convierta en llanto, y vuestra alegría en tristeza.
10-Humillaos en presencia del Señor, y Él os ensalzará.

#### Comentarios a los versículos 7-10
Esta sección imperativa implora a los lectores para entregarse ellos mismos a Dios. La idea de fondo es que para volver a Dios es absolutamente necesario reconocer el propio pecado y reconocerse pecador.

### Dios como único justiciero y juez. Versículos 11–12
11-No habléis mal unos de otros, hermanos. El que habla mal de un hermano o lo juzga, habla mal de la Ley y la juzga. Y si juzgas la Ley, ya no eres cumplidor de la Ley, sino juez. 
12-Uno solo es legislador y juez, el que puede salvar y perder. Pero tú, ¿quién eres para juzgar al prójimo?

#### Comentario a los versículos 11-12
Solamente Dios, y ningún ser humano, puede ser el juez final, dado que es el privilegio de Dios (véase Romanos 14:4) como el justiciero.

### El mañana pertenece a Dios. Versículos 13–17
13-Atended ahora los que decís: «Hoy o mañana iremos a tal ciudad, pasaremos allí un año, negociaremos y obtendremos buenas ganancias», 
14-cuando en realidad no sabéis qué será de vuestra vida el día de mañana, porque sois un vaho que aparece un instante y enseguida se evapora. 
15-En lugar de esto deberíais decir: «Si el Señor quiere, viviremos y haremos esto o aquello». 
16-Vosotros, en cambio, os gloriáis de vuestras arrogancias. Toda jactancia de este tipo es mala. 
17-Por tanto, el que sabe hacer el bien y no lo hace, comete pecado.

#### Comentario a los versículos 13-17
Se vuelve al tema central de esta sección. Los que participan de los sufrimientos de Cristo también participarán de su gloria. 

Dios quiere abrir vuestros ojos para considerar cuántas mercedes nos hace en lo que el mundo piensa que son desfavores, y cuán honrados somos en ser deshonrados por buscar la honra de Dios.

Ante el inminente juicio divino —otro de los temas frecuentes en la carta— nadie puede presentarse seguro. Las duras advertencias del Apóstol recuerdan las de Jesús, camino del Calvario, a las mujeres de Jerusalén: «Si en el leño verde hacen esto, ¿qué se hará en el seco?»Lucas 23.31 En suma, es indudable que haber padecido por Cristo en esta vida ayuda a afrontar el juicio con mayor confianz.
Santiago 4:13-17 y Santiago 5:1-6 son vistos como una sola sección por Reisner y por el comentador bíblico protestante Heinrich Meyer, y Meyer sugiere que esta sección «tiene un carácter distinguido de otras porciones de la Epístola», argumentando que es avistado a los ricos, olvidadizos a Dios, quienes «oprimen a los cristianos y blasfeman el nombre de Cristo».
Respecto al versículo 13, Meyer entiende "tal y tal ciudad" para referirse a sitios concretos donde os comerciantes se asentarían ellos mismos, mientras que la interpretación del reformista Martín Lutero  fue "esta y esa ciudad" y respecto al versículo 15, Ssi el Señor quiere, viviremos y haremos esto o aquello": esta declaración es traspasado en el Vulgata latino, Siríaco, árabe, y versiones etiópicas como "si el Señor quiere, y deberemos vivir, haremos esto". Aquí hay dos condiciones de hacer cualquier cosa: primero,  ha de ser agradable a la voluntad de determinación y propósito de Dios, y segundo, tendríamos que vivir, dado que la vida es muy precaria. El Apóstol Pablo frecuentemente lo utilizó, como en los Actos 18:21; 1 Corintios 4:19; Romanos 1:10 o Hebreos 6:3, y también por otros, incluyéndose en el refrán judío de Ben Syra:
- "Arrogancia": puede llevar a 'olvidar a Dios, quien gobierna la vida' (verso 15; 1 Enoch 94:8).[18]